# Heinfels
Heinfels est une commune autrichienne du district de Lienz dans le Tyrol.

## Histoire

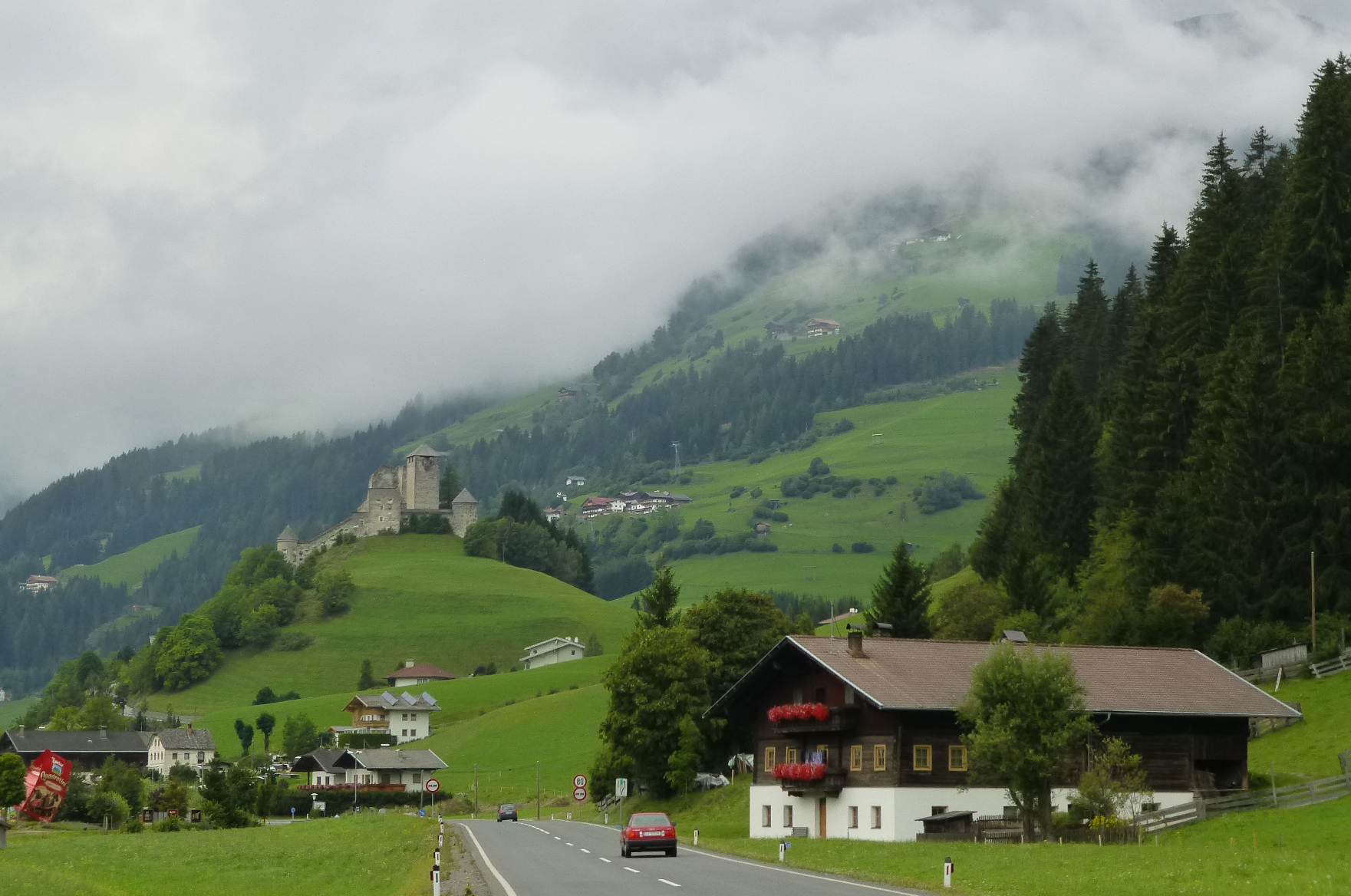
Le Burg Heinfels, qui a servi de nom pour la fusion

La commune de Heinfels a été créée en 1974 par la fusion des villages de Panzendorf et de Tessenberg.

## Jumelage
La commune est jumelée avec :
- Oberderdingen (Allemagne) depuis le 27 avril 1991